# Festival de Eurovisión de Jóvenes Músicos 1998
La IX edición del Festival de Eurovisión de Jóvenes Músicos se celebró en Viena (Austria) el 4 de junio de 1996.
Los 8 participantes estuvieron acompañados por la Austrian National Symphony Orchestra bajo la dirección de Dennis Russel Davies.
Lidia Baich,la representante de Austria se convirtió en la ganadora de esta edición tocando el violín.

## Ronda preliminar
| - Chipre - España - Estonia |  | - Irlanda - Noruega |  |

## Participantes y Clasificación
| Posición | País y TV        | Representante    | Instrumento |
| -------- | ---------------- | ---------------- | ----------- |
| 1        | Austria ORF      | Lidia Baich      | Violín      |
| 2        | Croacia HRT      | Monika Leskovar  | Violonchelo |
| 3        | Reino Unido BBC  | Adrian Spillett  | Percusión   |
| -        | Finlandia YLE    | Kalle Toivio     | Piano       |
| -        | Letonia LTV      | Lauma Skride     | Piano       |
| -        | Eslovaquia STV   | Michal Sťahel    | Violonchelo |
| -        | Eslovenia RTVSLO | Borut Zagoranski | Acordeón    |
| -        | Suecia SVT       | David Sjögren    | Violín      |

### Artistas que regresan
- Lidia Baich: Representó a Austria en la edición anterior, quedando en la segunda posición.

## Predecesor y sucesor
| Predecesor: Lisboa 1996 | Festival de Eurovisión de Jóvenes Músicos Viena 1998 | Sucesor: Bergen 2000 |